# Dorfkirche Redefin

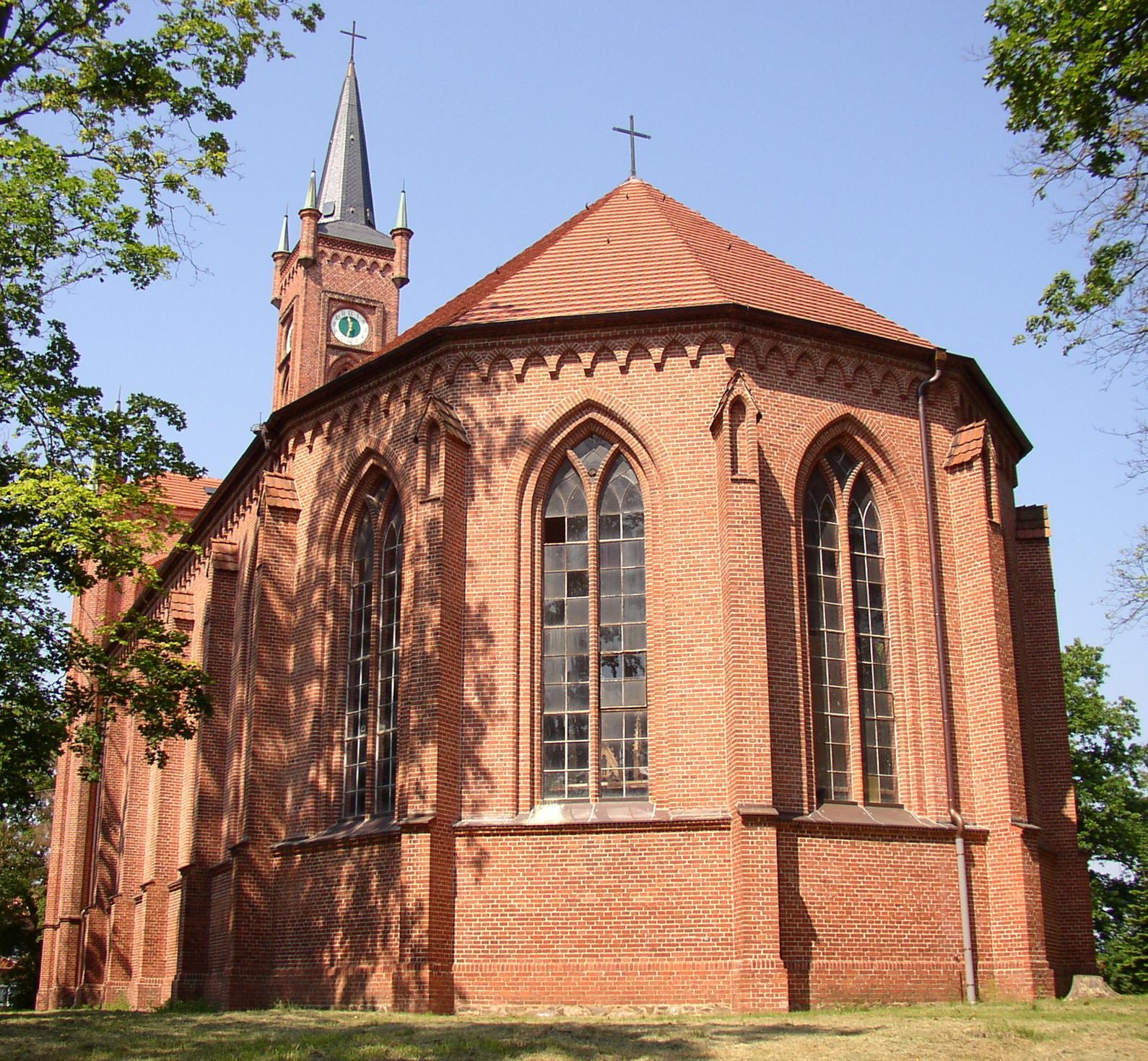
Dorfkirche Redefin

Die Dorfkirche Redefin ist ein neugotischer Backsteinbau in der mecklenburgischen Gemeinde Redefin im Landkreis Ludwigslust-Parchim in Mecklenburg-Vorpommern. Sie liegt zentral im Ort an der Bundesstraße 5. Die Kirchengemeinde gehört zur Propstei Parchim im Kirchenkreis Mecklenburg der Evangelisch-Lutherischen Kirche in Norddeutschland (Nordkirche).

## Geschichte
Redefin war schon vor 1583, aber noch im 17. Jahrhundert für längere Zeit eine eigene Kirchgemeinde mit Predigern, die durch die Familien von Pentz eingesetzt wurden.
Während des Dreißigjährigen Krieges soll die Kapelle zerstört worden sein. Im Kirchenvisitationsprotokoll von 1705 ist die Rede davon, dass von der ehemaligen Kapelle kaum noch Reste zu sehen seien, aber die von Pentz schon 1689 versprochen hätten, der Mutterkirche in Alt Jabel finanziell zu helfen. Die Hilfen blieben aus, da die von Pentz arge Streitigkeiten mit ihren Pastoren hatten. So gingen nach 1583 von Redefin Pastor Johann Poreb, um 1600 Pastor Eberhard, 1617 Pastor Johann Meyer und 1619 Pastor Johann Willius nach Alt Jabel. 1696 erwarb Herzog Friedrich Wilhelm durch Ankauf und Abfindung von den von Pentz das Patronat der Kirche zu Jabel und 1698 zu Redefin.

## Baugeschichte
Der neogotische, im Osten polygonal geschlossene, flachgedeckte Saalbau mit breitem, zweigeschossigem Westwerk und zierlichem, turmartigem Mittelwerk sowie dem quadratischen, fast wehrhaft wirkenden Turmaufsatz wurde in den Jahren 1843 bis 1847 durch Wilhelm Wachenhusen errichtet. Die kaum plastisch gegliederten Außenfassaden entstanden wohl unter dem Einfluss der Berliner Neugotik. Den Entwurf für die Dorfkirche fertigte 1828 der Oberlandbaumeister Carl Heinrich Wünsch, der schon von 1820 bis 1823 die Gebäude für das Landgestüt und die dortige ehemalige Posthalterei errichtete.
Im Innenraum mit einer sehr schlichten Holzausstattung befinden sich eine Christusstatue von 1911 und ein neugotischer Altar. Die Wandgestaltung weist abgesehen von den 2003/2004 durchgeführten Instandsetzungsarbeiten noch die Originalfassung auf.
Die 1602 für die Schweriner Schlosskirche gebaute und 1676 durch Ahasverus Schütze aus Hildesheim restaurierte und umgebaute Orgel kam 1846 nach Redefin. Dort wurde sie durch den Hoforgelbaumeister Friedrich Friese II in das neugotisch gestaltete Orgelprospekt eingebaut. 1977 erklang die Orgel zum letzten Mal. Die umfassende Restaurierung erfolgte 2007/2008 und wurde in einem sehr umfänglichen Restaurierungsbericht dokumentiert.
Nach Friedrich Schlie verfügte die Kirche 1899 über zwei Glocken, welche 1845 von P. M. Hausbrandt in Wismar gegossen wurden und die Initialen des Großherzogs Friedrich Franz II. unter der Krone zeigen. Diese wurden im Ersten Weltkrieg eingeschmolzen.